# Coupe latine de rink hockey 2014
Navigation
Coupe latine de rink hockey 2012 Coupe latine de rink hockey 2016
La Coupe latine de rink hockey 2014 est la 27e édition de la compétition organisée par le Comité européen de rink hockey qui réunit tous les deux ans les quatre meilleures nations européennes dans la catégorie des moins de 23 ans. Cette édition a lieu à Viana do Castelo, au Portugal, dans la salle du Pavilhão De Monserrate, du 17 au 19 avril 2014. Le Portugal remporte pour la treizième fois ce tournoi.

## Infrastructures
La compétition s'est déroulée au Pavilhão De Monserrate. Cette salle a une capacité de 1200 places.

## Déroulement
Les quatre équipes s'affrontent toutes une fois. Le vainqueur est l'équipe terminant à la première place.

## Classement et résultats
| Rang | Équipe   | Pts | J | G | N | P | Bp | Bc | Diff |  | Résultats |  |     |      |     |
| ---- | -------- | --- | - | - | - | - | -- | -- | ---- |  | --------- |  | --- | ---- | --- |
| 1    | Portugal | 9   | 3 | 3 | 0 | 0 | 17 | 6  | +11  |  | Portugal  |  | 3-2 | 11-3 | 3-1 |
| 2    | Espagne  | 6   | 3 | 2 | 0 | 1 | 12 | 5  | +7   |  | Espagne   |  |     | 4-1  | 6-1 |
| 3    | France   | 3   | 3 | 1 | 0 | 2 | 11 | 17 | -6   |  | France    |  |     |      | 7-2 |
| 4    | Italie   | 0   | 3 | 0 | 0 | 3 | 4  | 16 | -12  |  | Italie    |  |     |      |     |

## Meilleurs buteurs
| # | Joueur             | Sélection | Buts |
| - | ------------------ | --------- | ---- |
| 1 | Carlo Di Benedetto | France    | 6    |
| - | Hélder Nunes       | Portugal  | 6    |
| 3 | Gonçalo Alves      | Portugal  | 4    |
| - | Giulio Cocco       | Italie    | 4    |